# AL-41发动机

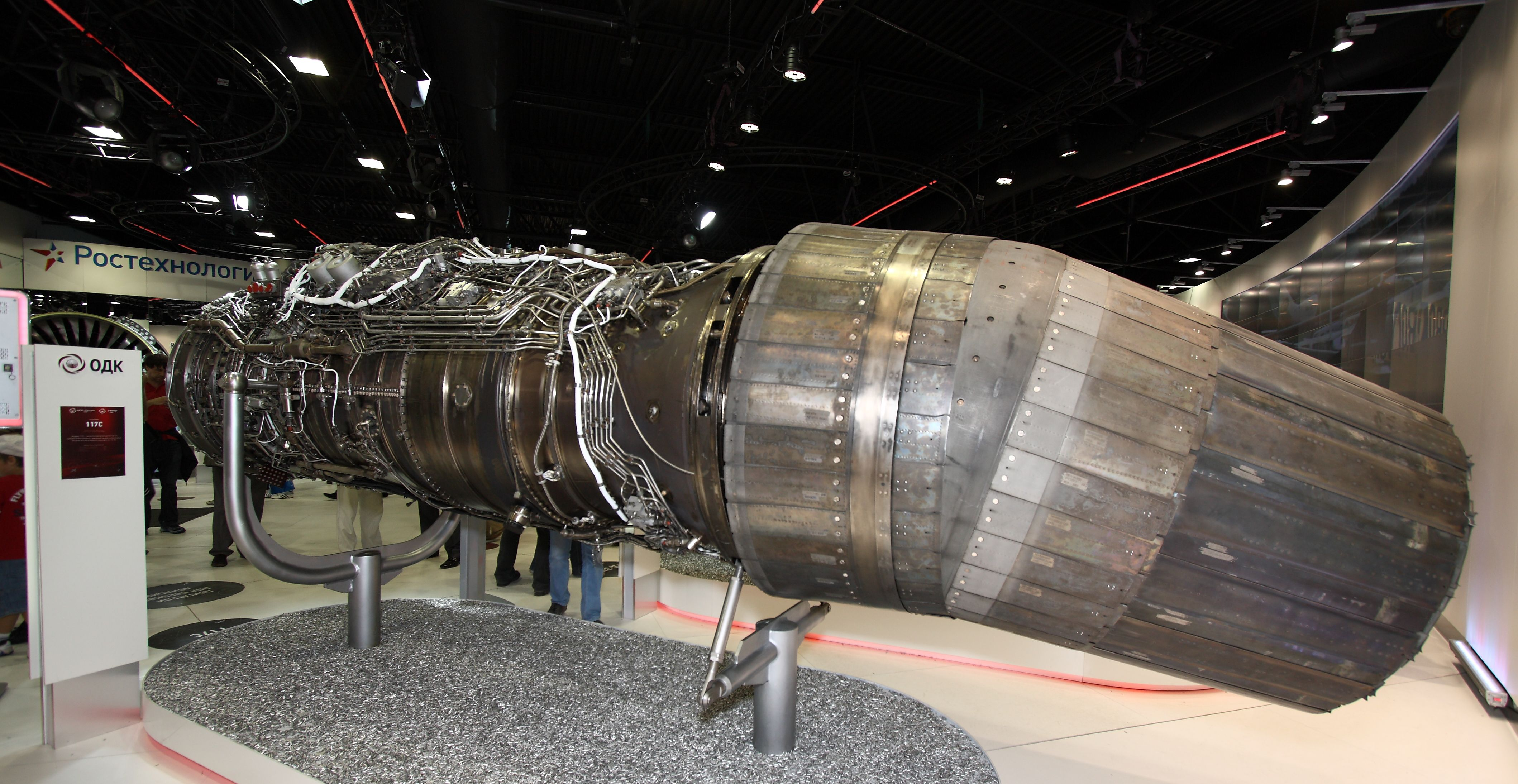
AL-41F1

AL-41發動機（俄語：АЛ-41）是土星科研生產聯合體（НПО Сатурн）研製，俄羅斯為第五代戰鬥機開發的渦輪扇發動機系列，現役型號主要配備於蘇-35S和蘇-57戰鬥機。該系列涵蓋技術淵源不同的兩類引擎：原始設計的AL-41F（產品20）為可變旁通比結構，專為蘇聯米格1.44（MFI計劃）的超音速巡航需求開發，被《詹氏年鑑》視為美國通用電氣YF120引擎的俄製對應方案，但因1990年代經費短缺僅生產28台原型機。現行量產型號實質為AL-31F的深度改進版，包括配屬蘇-35S的AL-41F1S（產品117S）與蘇-57使用的AL-41F1（產品117），兩者透過全權限數碼控制系統（FADEC）和三元矢量噴管提升性能，最大推力達14,500公斤力（142千牛），推重比約9:1。  
2025年印度航空展公開演示中，配備AL-41F1的蘇-57僅耗時10秒即完成800公尺短距起飛，展現其短場起降能力。俄羅斯現正開發代號「產品30」的AL-41F3作為後繼型號，其技術部分衍生自新型AL-51F1引擎，計劃用於蘇-57M升級版。此外，2023至2024年間設計的改良型產品177S（非既有117S）整合產品30部分技術，已被俄方提議供印度空軍先進中型戰機（AMCA）計劃選用。  

### 概况
- 类型： 涡扇发动机
- 长度： 4990 mm
- 直径： 1280 mm
- 淨重： 1500 kg

### 组件
- 压缩机： 轴流式

### 性能
- 最大推力： 18,000千克力(180,000 N; 40,000 lbf)[1]
- 推重比： 11:1

## 採用的飛機
- 米格1.44
- Su-30SM2
- Su-35
- Su-57
- Su-75
- S-70 獵人（英语：Sukhoi S-70 Okhotnik-B）

#### 相關開發
- AL-31

#### 相似引擎
- 渦扇-15
- F119